# Ingegerd van Noorwegen
Ingegerd Haraldsdotter van Noorwegen (circa 1046 - circa 1120) was een Noorse prinses die door haar huwelijken van 1086 tot 1095 koningin-gemalin van Denemarken en van 1105 tot 1118 koningin-gemalin van Zweden was. Ze behoorde tot het huis Hardrada.

## Levensloop
Ingegerd Haraldsdotter was een dochter van koning Harald III van Noorwegen uit diens huwelijk met Elisabeth van Kiev, dochter van grootvorst Jaroslav de Wijze van Kiev.
Rond 1067 huwde ze met de latere koning Olaf I van Denemarken (1050-1095), een huwelijk gearrangeerd in het kader van een vredesverdrag tussen Denemarken en Noorwegen om de alliantie tussen beide landen te verstevigen. In 1086 werd het echtpaar koning en koningin-gemalin van Denemarken. Het huwelijk van Ingegerd en Olaf I bracht geen nakomelingen voort.
Na het overlijden van Olaf I in 1095 reisde Ingegerd naar Zweden, waar ze in 1095 of 1096 huwde met prins Filips, neef van koning Inge I van Zweden. In 1105 volgde Filips zijn oom op als koning van Zweden en werd Ingegerd een tweede maal koningin-gemalin. Uit haar tweede huwelijk werden tot zover bekend geen kinderen geboren. In 1118 werd ze met het overlijden van Olaf voor de tweede keer weduwe. Vermoed wordt dat Ingegerd rond 1120 overleed.